# 土木工程防灾国家重点实验室
土木工程防灾国家重点实验室是位于同济大学的中国国家重点实验室。1988年由国家计委批准建立，1991年对外开放。是土木工程领域最早的国家重点实验室。
实验室设有振动台试验室、风洞试验室、地面运动观测室、桥染支座试验室与抗火试验室，其中风洞试验室的三号边界层回流风洞是中国最大的边界层风洞，也在世界同类风洞中处于先进水平。实验室以土木工程结构抗震与抗风为主要研究方向，曾承担了南浦大桥、杨浦大桥、虎门大桥、南京长江二桥等国内大多数大跨径公路桥梁的抗震抗风研究。此外还可进行城市综合防灾减灾研究、健康监测与安全控制研究等。